# Masashi Shimamura
Masashi Shimamura (Kumamoto, 3 juni 1971) is een voormalig Japans voetballer.